# Барберіні — Фонтана-ді-Треві (станція метро)
41°54′14″ пн. ш. 12°29′20″ сх. д. / 41.90389° пн. ш. 12.48889° сх. д.
Барберіні — Фонтана-ді-Треві (італ. Barberini – Fontana di Trevi)  - станція лінії А Римського метрополітену. Відкрита 16 лютого 1980 році у першій черзі лінії А (від Ананьїна до Оттавіано). Розташована під П'яцца Барберріні в Треві
Є станцією з двома окремими тунелями, в кожному з яких знаходиться окрема платформа.

## Пам'ятки
Поблизу станції розташовані:
- Площа Барберіні
- Фонтан Тритона
- Фонтан бджіл
- Віа-Вітторіо-Венето
- Санта-Марія-делла-Кончеціоне
- Віа-дель-Тритоне
- Віа-Біссолаті
- Віа-Барберріні
- Віа-Сістіна[en]
- Квіринал
- Квіринальський палац
- Палаццо-Барберіні
- Чотири фонтани
- Фонтан Треві

## Пересадки
Автобуси: 52, 53, 61, 62, 63, 80, 83, 85, 100, 160, 492, 590.